# Lauri Siivonen
Lauri Kalervo Siivonen, född 27 augusti 1912 i Elimä, död 17 november 1998 i Helsingfors, var en finländsk zoolog.
Siivonen, som var son till prosten Juho Artturi Siivonen och Hilda Maria Hänninen, blev student 1931, filosofie kandidat 1937, filosofie licentiat 1940 och filosofie doktor 1941. Han var e.o. assistent vid Lantbruksförsöksanstaltens skadedjursavdelning 1939, amanuens vid Helsingfors universitets zoologiska museum 1940–1947, docent 1940–1960, tillförordnad professor 1954–1955, verkställande direktör vid Finlands Jaktvårdsstiftelse 1943–1960, tillförordnad professor vid Uleåborgs universitet 1959–1960 och professor där 1960–1975. 
Siivonen författade Zur Ökologie und Verbreitung der Singdrossel (Turdus Ericetorum Philomelos Brehm) (1939), Über die Kausalzusammenhänge der Wanderungen beim Seidenschwanz (1941), Suuri nisäkäskirja (Mammalia fennica) (1956) och andra publikationer behandlande djurekologi, förändringar i djurstammarnas talrikhet, däggdjurssystematik, snötäcket som övervintringsfaktor och villebrådsbiologi. Han blev arbetande ledamot av Geografiska sällskapet i Finland 1940, adjungerad ledamot av Finska Vetenskapsakademien 1945 och egentlig ledamot där 1962.